# Хенцинский, Ян
Ян Хенцинский (пол. Jan Konstanty Chęciński) (*22 декабря 1826, Варшава — †30 декабря 1874, Варшава) — польский писатель, актёр и театральный режиссёр, профессор варшавской Драматической Школы. Был автором либретто к опере «Зачарованный замок» Станислава Монюшко (премьера состоялась в 1865 году).
Причастен к воплощению на польской сцене произведений Юлиуша Словацкого, Уильяма Шекспира и Фридриха Шилера. Автор либретто к другим произведениям Монюшко (в частности «Verbum nobile» и «Парии») и других композиторов (в частности, к «Оттону-лучнику» А. Мюнххаймера).
В 1861 году Ян Хенцинский должен был поставить спектакль «Благородство души» на сцене дворца князей Сангушко в Заславе на Волыни, однако неизвестно, осуществился ли этот замысел.
Его сын — врач Чеслав Хенцинский (1851—1916).

## Творчество (избранное)

### Либретто
- Verbum nobile[нем.] (Честное слово), опера в одном акте (1861)
- Зачарованный замок, опера в четырёх актах (1865)
- Пария (опера)[нем.], опера в трёх актах с прологом (1869)
- Беата (оперетта)[нем.], оперетта в одном акте (1870—1871)

## В интернете
- Jan Chęciński. STRASZNY DWÓR (пол.)